# نور السويدي
نور السويدي ولدت عام 1981، وهي فنانة إمارتية وأمينة متاحف من مدينة إمارة أبو ظبي في الإمارات العربية المتحدة ، عرفت بلوحاتها التصويرية التجريدية مختلفة الألوان.

## سيرة
وُلِدت نور السويدي في عام 1981. ونشأت في أبو ظبي. ذهبت إلى مدرسة الخنساء الحكومية في البطين. لديها ثلاث شقيقات وأخ واحد. كان من الواضح أنها تمتلك موهبة فنية منذ سن مبكرة، وهي الموهبة التي رعاها والدها. تخرجت في عام 2004 بدرجة البكالوريوس في فن الاستوديو من الجامعة الأمريكية. في عام 2009 تخرجت من جامعة كينغستون في لندن بدرجة الماجستير في إدارة التصميم المعاصر، وكانت أول شخص من الشرق الأوسط يدرس في برنامج الماجستير. قبل دراستها للحصول على درجة الماجستير عملت في شركة دبي القابضة. وهي محاضرة بدوام جزئي في كلية الفنون والمشاريع الإبداعية بجامعة زايد في أبو ظبي. باعتبارها أمينة للفن المعاصر، فهي متخصصة في أعمال الفنانين الإماراتيين الآخرين. وهي عضو مؤسس في هيئة الثقافة والفنون في دبي. في عام 2017 تمت دعوتها من قبل متحف اللوفر أبو ظبي لمناقشة لوحة مادونا والطفل لبيليني.
وصفت السويدي كيف يمكن للوحاتها التصويرية أن تعكس الخط العربي. تركز ممارستها الفنية على العمل بالطلاء والكولاج. في عام 2011، بيع عملها Bare with Me في دار كريستيز كجزء من بيع أوسع للفن المعاصر العربي والإيراني والتركي. شاركت في عدد من الإقامات الفنية في لندن وروما وبرلين. في عام 2011 أقامت أول معرض فردي لها في لندن في معرض كورك ستريت يوجد عدد من أعمالها في مجموعة مؤسسة بارجيل للفنون، بما في ذلك لوحات " منظر طبيعي ملون" و" الحالمون"، بالإضافة إلى العمل النحتي "الرأس".

## المعارض الفنية
- في عام 2015 شاركت كمتحدثة في معرض الرؤى الإمارتية في إمارة أبو ظبي بالإمارات العربية المتحدة.[15]
- منذ عام 2014 حتى الآن فهي مبعوثة لتمثيل الفن المعاصر من دولة الإمارات إلى الولايات المتحدة الأمريكية.[16]
- في عام 2014 شاركت كفنانة مميزة في معرض أشكال وطرق في مدينة دبي بالإمارات العربية المتحدة.
- في عام 2014 شاركت كأمينة متاحف في معرض غياب السيناريو في مدينة الشارقة بالإمارات العربية المتحدة.[17]
- في عام 2013 شاركت في التقييم في معرض مسألة الزمان والفراغ في مدينة دبي بالإمارات العربية المتحدة.[18]
- في عام 2012 شاركت كأمينة معارض في معرض الحاضر بمركز المرايا للفنون بالإمارات العربية المتحدة.
- في عام 2011 شاركت في معرض ما وراء الإطار بسفارة الإمارات العربية المتحدة بولاية واشنطن بالولايات المتحدة الأمريكية.[19]
- وفي عام 2010 شاركت في معرض اليوم الوطني لسفارة الإمارات بواشنطن بمركز كيندي بواشنطن العاصمة بالولايات المتحدة الأمريكية.
- وفي عام 2010 شاركت بمعرض التجربة بمدينة الشارقة بالإمارات العربية المتحدة.

## الجوائز
- جائزة فنانة العام للمجلة الرسمية بعام 2011 في دولة الإمارات العربية المتحدة.[20]
- عام 2012 حصلت على جائزة العام للمرأة الفنانة من مجلة المرأة الإمارتية من الإمارات العربية المتحدة.